# Norvège au Concours Eurovision de la chanson 1966
La Norvège a participé au Concours Eurovision de la chanson 1966 le 5 mars à Luxembourg. C'est la 7e participation norvégienne au Concours Eurovision de la chanson.
Le pays est représenté par la chanteuse Åse Kleveland et la chanson Intet er nytt under solen, sélectionnées par la Norsk rikskringkasting au moyen du Melodi Grand Prix.

## Sélection

### Melodi Grand Prix 1966
Le radiodiffuseur norvégien, la Norsk rikskringkasting (NRK, « Société de radiodiffusion norvégienne »), organise l'édition 1966 du Melodi Grand Prix pour sélectionner l'artiste et la chanson représentant la Norvège au Concours Eurovision de la chanson 1966
Le Melodi Grand Prix 1966, présenté par Øivind Bergh (en), a lieu le 5 février 1966 aux studios de la NRK à Oslo.

#### Finale
Cinq chansons participent au Melodi Grand Prix 1966. Lors de la finale, chaque chanson est interprétée deux fois, la première avec un petit orchestre et la seconde avec un grand orchestre. Les chansons sont toutes interprétées en norvégien, langue officielle de la Norvège.
Parmi les participants on note d'anciennes représentantes norvégiennes à l'Eurovision, Anita Thallaug de l'Eurovision 1963 et Kirsti Sparboe de l'année précédente.
| Ordre | 1er interprète | 2e interprète  | Chanson                   | Traduction                     | Points | Place |
| ----- | -------------- | -------------- | ------------------------- | ------------------------------ | ------ | ----- |
| 1     | Wenche Myhre   | Kirsti Sparboe | Lørdagstripp              | Voyage du samedi               | 6      | 4     |
| 2     | Grynet Molvig  | Anita Thallaug | Ung og forelsket          | Jeune et amoureux              | 7      | 3     |
| 3     | Kirsti Sparboe | Åse Kleveland  | Gi meg fri                | Libère-moi                     | 11     | 2     |
| 4     | Åse Kleveland  | Grynet Molvig  | Intet er nytt under solen | Rien de nouveau sous le soleil | 22     | 1     |
| 5     | Anita Thallaug | Wenche Myhre   | Vims                      | Pinailleur                     | 4      | 5     |

Lors de cette sélection, c'est la chanson Intet er nytt under solen interprétée par Åse Kleveland qui fut choisie. À l'Eurovision, l'interprète est accompagné du chef d'orchestre Øivind Bergh (en).

## À l'Eurovision
Chaque jury national attribue un, trois ou cinq points à ses trois chansons préférées.

### Points attribués par la Norvège
| 5 points | Pays-Bas    |
| 3 points | Luxembourg  |
| 1 point  | Royaume-Uni |

### Points attribués à la Norvège
| 5 points | 3 points | 1 point    |
| -------- | -------- | ---------- |
|          |          | - Autriche |

Åse Kleveland interprète Intet er nytt under solen en 6e position, suivant la Yougoslavie et précédant la Finlande.
Au terme du vote final, la Norvège termine 3e sur les 18 pays participants, ayant reçu 15 points au total provenant de cinq pays. C'était le meilleur classement de la Norvège à l'époque, avant que le duo Bobbysocks remporte l'1985 avec la chanson La det swinge,,.